# Сытов, Юрий Николаевич
Юрий Николаевич Сытов (28 мая 1947, Кустанай, Казахская ССР) — казахстанский геолог и государственный деятель. Депутат Верховного Совета Казахской ССР / Республики Казахстан XII и XIII созывов, депутат Мажилиса Парламента Республики Казахстан I созыва. Почётный первооткрыватель месторождений Республики Казахстан.

## Биография
Сытов Юрий Николаевич родился 28 мая 1947 года в городе Кустанай Казахской ССР.

### Образование
В 1970 году окончил Казанский государственный университет им. В.И. Ленина по специальности инженер-геолог.
В 1978 году окончил Казахский политехнический институт, факультет организаторов промышленного производства и строительства. 

### Трудовая деятельность
Свою трудовую деятельность начал в 1962 году рабочим Кустанайской поисково-съёмочной партии. 
После окончания университета с 1970 по 1979 год работал участковым геологом, старшим геологом, затем начальником партии Лениногорской геологоразведочной экспедиции. 
В 1979–1981 годах — старший геолог партии советских специалистов по твердым полезным ископаемым в Афганистане. 
С 1981 по 1990 годы - начальник партии Лениногорской геологоразведочной экспедиции.
В 1990–1992 годах — председатель Лениногорского городского Совета народных депутатов. Избирался депутатом Верховного Совета Казахской ССР (с 1991 — Республики Казахстан) XII созыва (1990—1993) от Горняцкого избирательного округа № 54 Восточно-Казахстанской области. В составе парламента работал в подкомитете по вопросам минеральных ресурсов и экологии.
С 1992 по 1994 год — начальник Главного геологического управления Министерства геологии и охраны недр Республики Казахстан. 
С 1994 по 1995 год — депутат Верховного Совета XIII созыва, председатель подкомитета по минеральным ресурсам и промышленной экологии. 
В 1995–1996 годах — заместитель министра, начальник управления по охране недр Министерства геологии и охраны недр Республики Казахстан.
В 1996–1997 годах - консультант, главный эксперт Аппарата Мажилиса Парламента Республики Казахстан.
В 1997 году в результате довыборов избран депутатом Мажилиса Парламента Республики Казахстан I созыва от Октябрьского избирательного округа № 15 Восточно-Казахстанской области. Работал в Комитете по вопросам экологии и природопользования. 
В 1999 году - кандидат в депутаты Мажилиса Парламента Республики Казахстан 2-го созыва.
С декабря 1999 года — главный эксперт Аппарата Мажилиса Парламента РК.

## Общественная деятельность
Депутат Верховного Совета Республики Казахстан XII и XIII созывов от Восточно-Казахстанской области.
Депутат Мажилиса Парламента Республики Казахстан I созыва (1997–1999).
Кандидат в Мажилис II созыва в 1999 году.

## Награды
Почётный первооткрыватель месторождений Республики Казахстан
Имеет ведомственные и государственные награды

## Семья
Женат, имеет двух сыновей.